# حمیده عمرووا
حمیده عمرووا (ترکی آذربایجانی: Həmidə Ömərova؛ زادهٔ ۲۵ آوریل ۱۹۵۷) بازیگر اهل کشور جمهوری آذربایجان است.
از فیلم‌ها یا برنامه‌های تلویزیونی که وی در آن نقش داشته‌است می‌توان به Ata ocağı اشاره کرد.

## جوایز:
وی برندهٔ جوایزی همچون هنرمند خلق آذربایجان شده‌است.